# Conversation Piece
Conversation Piece (Italiaans: Gruppo di famiglia in un interno) is een Italiaans-Franse dramafilm uit 1974 onder regie van Luchino Visconti. De film werd destijds in Nederland en Vlaanderen uitgebracht onder de titel Geweld en passie.

## Verhaal
Een Amerikaanse hoogleraar is met emeritaat en leidt een kluizenaarsbestaan in een palazzo in Rome. Hij wordt geconfronteerd met een luidruchtige Italiaanse markiezin, haar minnaar, haar dochter en het vriendje van haar dochter. Hij wordt verplicht hen een kamer te verhuren op de bovenetage van zijn woning. Vanaf dat ogenblik wordt zijn rustige routine verstoord door zijn huurders. Het leven van alle protagonisten wordt hierdoor beïnvloed.

## Rolverdeling
| Acteur           | Personage            |
| ---------------- | -------------------- |
| Burt Lancaster   | Hoogleraar           |
| Helmut Berger    | Konrad Huebel        |
| Silvana Mangano  | Markiezin Brumonti   |
| Claudia Marsani  | Lietta Brumonti      |
| Stefano Patrizi  | Stefano              |
| Elvira Cortese   | Erminia              |
| Philippe Hersent | Portier              |
| Guy Tréjan       | Schilderijenverkoper |
| Jean-Pierre Zola | Blanchard            |
| Umberto Raho     | Commissaris          |
| Enzo Fiermonte   | Commissaris          |
| Romolo Valli     | Micheli              |
| George Clatot    |                      |
| Valentino Macchi |                      |
| Vittorio Fanfoni |                      |